# Schrei
Schrei (it. Grida) è l'album d'esordio dei Tokio Hotel in lingua tedesca, pubblicato il 19 settembre 2005 solo per il mercato di Germania, Francia, Polonia, Austria, Repubblica Ceca, Giappone e Canada nei quali riscosse un grande successo.
L'uscita dell'album fu anticipata dal singolo Durch Den Monsun, pubblicato il 15 agosto 2005, che riscosse un notevole successo. Il secondo singolo estratto, pubblicato il 25 novembre 2005, fu l'omonima title track, Schrei che riscosse un successo analogo a quello del singolo precedente. Il terzo singolo, commercializzato il 10 marzo 2006, fu Rette mich mentre il quarto ed ultimo singolo estratto fu la doppia A-side Der letzte Tag/Wir schliessen uns ein, pubblicato il 28 agosto 2006.
Il disco pur non essendo mai stato distribuito nel resto d'Europa vendette comunque un milione di copie.

## Accoglienza
Elke Buhr del Frankfurter Rundschau scrisse che l'album era costituito da "pop-rock diretto con melodie orecchiabili e un mix ben calibrato di riff rubati ai Metallica ed elementi da ballata romantica. Il tutto è interpretato senza rischio alcuno, con una produzione perfetta sul piano tecnico".

## Tracce
1. Schrei – 3:17 (Dave Roth, David Jost)
2. Durch den Monsun – 3:56 (Bill Kaulitz, Dave Roth, Pat Benzner, David Jost, Peter Hoffmann)
3. Leb' die Sekunde – 3:45 (Bill Kaulitz, Dave Roth, Pat Benzner, David Jost)
4. Rette mich – 3:42 (Dave Roth, Pat Benzner, David Jost)
5. Freunde bleiben – 3:42 (Dave Roth, Pat Benzner, David Jost)
6. Ich bin nich' ich – 3:48 (Bill Kaulitz, Dave Roth, David Jost)
7. Wenn nichts mehr geht – 3:53 (Tokio Hotel, Dave Roth, Pat Benzner, David Jost)
8. Lass uns hier raus – 3:06 (Dave Roth, Pat Benzner, David Jost)
9. Gegen meinen Willen – 3:36 (Tokio Hotel, Dave Roth, Pat Benzner, David Jost)
10. Jung un nicht mehr Jugendfrei – 3:22 (Tokio Hotel, Dave Roth, David Jost)
11. Der letzte Tag – 3:04 (Bill Kaulitz, Dave Roth, Pat Benzner, David Jost)
12. Unendlichkeit – 2:29 (Tokio Hotel)

## Schrei: So Laut Du Kannst
Schrei: So Laut Du Kannst (it. Grida: più forte che puoi) è la riedizione del primo album in lingua tedesca della band Tokio Hotel, pubblicato il 24 marzo 2006 solo per il mercato di Germania, Polonia, Austria e Repubblica Ceca e poi venduto anche nel resto d'Europa.
Rispetto alla prima edizione, le canzoni Schrei, Rette mich, Der letzte Tag vennero incise nuovamente perché la voce di Bill Kaulitz, con la crescita, era cambiata e vennero inserite 3 tracce del loro primo LP: Devilish.
1. Schrei – 3:17 (Dave Roth, David Jost)
2. Durch den Monsun – 3:56 (Bill Kaulitz, Dave Roth, Pat Benzner, David Jost, Peter Hoffmann)
3. Leb' die Sekunde – 3:45 (Bill Kaulitz, Dave Roth, Pat Benzner, David Jost)
4. Rette mich - video version – 3:42 (Dave Roth, Pat Benzner, David Jost)
5. Freunde bleiben – 3:42 (Dave Roth, Pat Benzner, David Jost)
6. Ich bin nich'ich – 3:48 (Bill Kaulitz, Dave Roth, David Jost)
7. Wenn nichts mehr geht – 3:53 (Tokio Hotel, Dave Roth, Pat Benzner, David Jost)
8. Lass uns hier raus – 3:06 (Dave Roth, Pat Benzner, David Jost)
9. Gegen meinen Willen – 3:36 (Tokio Hotel, Dave Roth, Pat Benzner, David Jost)
10. Jung und nicht mehr Jugendfrei – 3:22 (Tokio Hotel, Dave Roth, David Jost)
11. Der letzte Tag – 3:04 (Bill Kaulitz, Dave Roth, Pat Benzner, David Jost)
12. Unendlichkeit – 2:29 (Tokio Hotel)
13. Beichte – 3:33 (Dave Roth, Pat Benzner, David Jost)
14. Schwarz – 3:20 (Dave Roth, Pat Benzner, David Jost, Peter Hoffmann)
15. Thema nr. 1 - demo 2003 – 3:13 (Tokio Hotel, David Jost)

## Classifiche
| Classifiche | Posizione massima |
| ----------- | ----------------- |
| Austria     | 1                 |
| Belgio      | 28                |
| Finlandia   | 36                |
| Francia     | 12                |
| Germania    | 1                 |
| Italia      | 66                |
| Paesi Bassi | 70                |
| Polonia     | 3                 |
| Spagna      | 78                |
| Svizzera    | 3                 |

## Formazione
- Bill Kaulitz - voce
- Tom Kaulitz - chitarra
- Georg Listing - basso
- Gustav Schäfer - batteria